# Acide sanguisorbique
L’acide sanguisorbique est un constituant d'ellagitanins. 
C'est une molécule contenant un motif d'acide hexahydroxydiphénique lié à de l'acide gallique par une  liaison éther.
Il s'agit un isomère des acides nonahydroxytriphénique, tergallique et valonéique.
On retrouve le motif dans la structure du 2,3-O-hexahydroxydiphénoyl-4,6-O-sanguisorboyl-(α/β)-glucose, un ellagitannin de Rubus sanctus. On le trouve aussi dans les structures des lambertianines A, B, C et D, des ellagitannins de Rubus lambertianus.

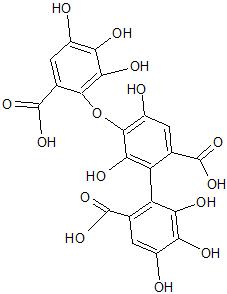
Structure de l'acide tergallique.
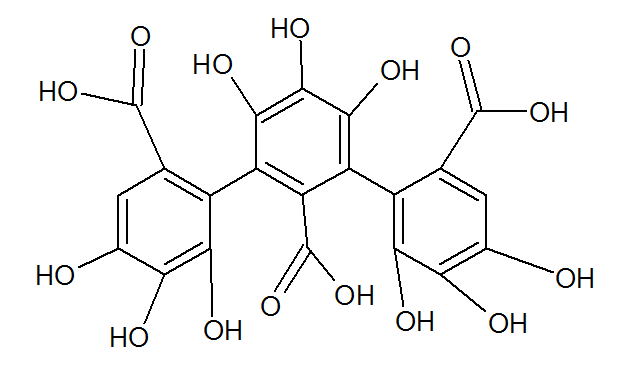
Structure de l'acide nonahydroxytriphénique.
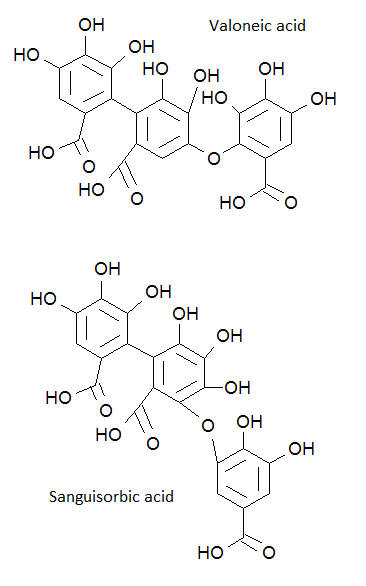
Comparaison des structures des acides sanguisorbique et valonéique.